# Laubbülbül
Der Laubbülbül (Phyllastrephus terrestris, Syn.: Phyllastrephus capensis) ist eine Vogelart aus der Familie der Bülbüls (Pycnonotidae).

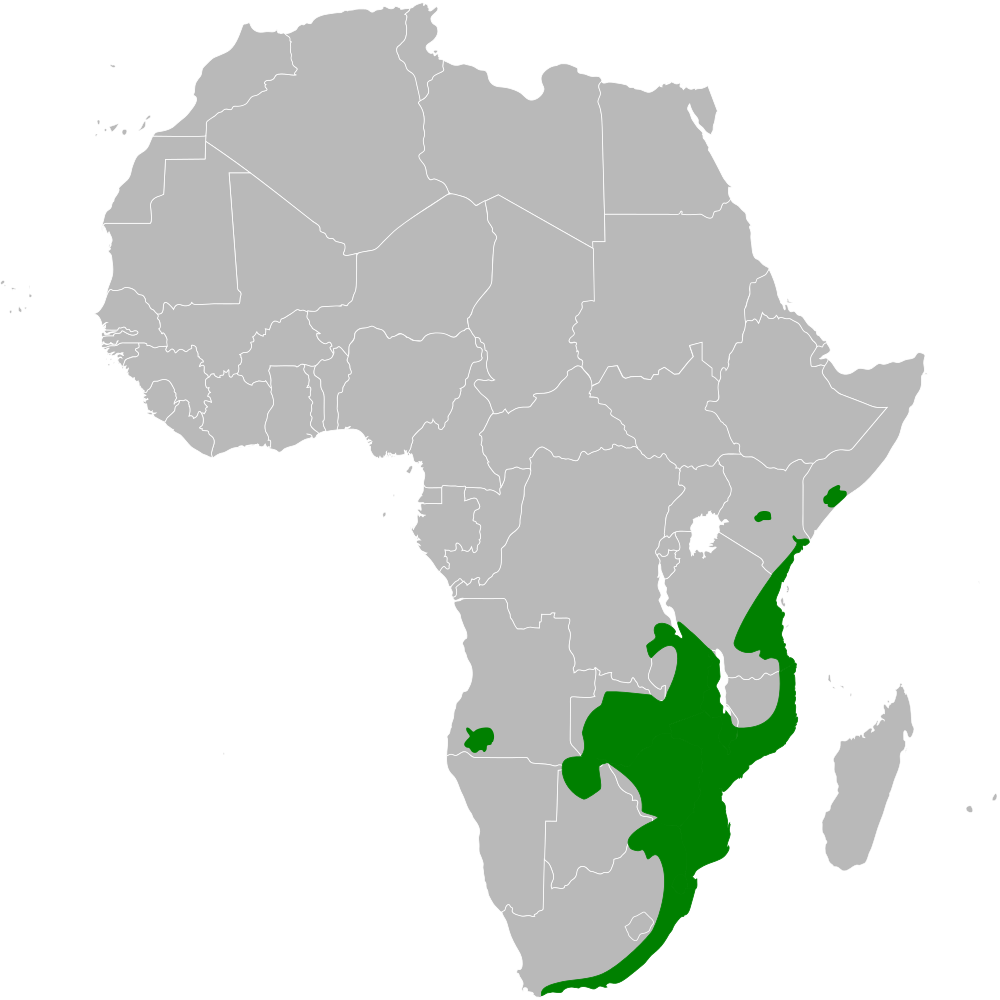
Vorkommen des Laubbülbüls

Der Vogel kommt in Subsahara-Afrika vor in Angola, Botswana, der Demokratischen Republik Kongo, in Malawi, Mosambik, Sambia, Simbabwe, Somalia, Südafrika und Tansania.
Der Lebensraum umfasst eine Vielzahl dicht bewachsener Lebensräume wie Wälder bevorzugt küstennah oder im Tiefland, seltener Bergwald, Galeriewald, auch verlassenes Kulturland von Meereshöhe bis 1400 (in Kenia), bis 1500 (in Südafrika), bis 1750 und gelegentlich bis 2050 m Höhe in Malawi.
Der Artzusatz kommt von lateinisch terra ‚Erde‘.
Dieser Vogel ist weitgehend ein Standvogel.

## Merkmale
Der Vogel ist 17–22 cm groß und wiegt 24–47 g in der Nominatform, ein ziemlich großer Bülbül mit braunem Rücken, weißlicher Kehle und an der Brustmitte blass grau-brauner Fiederung. Eine angedeutete schwärzliche Linie zieht von den Zügeln hinter das Auge, die Wangen und die etwas blasser gestrichelte Ohrdecken sind oliv-braun, dazu kommt ein unauffälliger weißlicher unterbrochener Augenring. Der Scheitel und die Oberseite einschließlich der Flügel ist dunkel oliv-braun, die Oberschwanzdecken und der Schwanz sind warm ingwerfarben-braun. Die Kehle ist weiß, die obere Brust und die Flanken sind oliv-braun, die übrige Unterseite ist cremefarben, die Unterschwanzdecken sind gelbbraun-oliv, die Iris ist rot, rotbraun oder goldbraun, der Schnabel schwärzlich bis hornfarben mit blasserem Unterschnabel und hellerer Schneidkante. Die Beine sind schiefergrau bis silbrig-grau oder bräunlich-hornfarben. Das Weibchen ist etwas kleiner, ansonsten unterscheiden sich die Geschlechter nicht. Jungvögel sind etwas matter mit mehr Rotbraun an Bürzel und Schwanz und an der Unterseite heller gelblich überhaucht.
Die Art ist dem Fischerbülbül (Phyllastrephus fischeri) sehr ähnlich, hat aber weinrote Augen (nicht cremeweiß), unterscheidet sich vom Braunbülbül (Phyllastrephus strepitans) durch mehr erdbraune Färbung oben ohne rötliche Töne an Bürzel und Schwanz, auch sind die Beine blasser, außerdem ist der Vogel etwas größer. Die Kehle ist weiß abgesetzt von der gräulich-braunen Brust und den Flanken.

## Geografische Variation
Es werden folgende Unterarten anerkannt:
- P. t. suahelicus Reichenow, 1904, – Südsomalia bis Nordmosamik, schließt P. t. bensoni mit ein, etwas kleiner, an den Flanken brauner und weniger grau, weiße Unterseite leicht gelbbraun überhaucht, Oberseite mit leichtem rötlichem Farbton, Bürzel und Schwanz etwas dunkler rot, Beine blass grau-lavendelfarben, rosa oder leicht purpur-grau
- P. t. intermedius Gunning & Roberts, 1911, – Südsimbabwe, Südmosambik und angrenzend in Südafrika, schließt  P. t. katangae mit ein, etwas kleiner, blassere, bräunlich-olivfarbene Oberseite mit etwas Rostbraun an Bürzel, Oberschwanzdecken und Schwanz, Unterseite blasser, Brustseiten und Flanken weniger abgesetzt, Unterbauch weiß
- P. t. rhodesiae Roberts, 1917, – Südwestangola, Sambia, Südosten der  Demokratischen Republik Kongo
- P. t. terrestris Swainson, 1837, Nominatform – Osten und Süden Südafrikas

Birds of the World führt P. t. rhodesiae nicht als eigene Unterart, sondern rechnet sie zu P. t. intermedius.

## Stimme
Die Rufe werden als sanftes, schnatterndes „trrup cherrup trrup“, „chrrrrk, chrrk-chrrk, chrrrrk“ beschrieben, bei der Nahrungssuche ist ein ständiges „prrrp-prrrp-prrrp-prrrrp“ oder „warrarak-warra“ zu hören. Das Timalien-artigesSchnattern ist tiefer als beim Braunbülbül (Phyllastrephus strepitans) und nicht so harsch und lachend wie beim Fischerbülbül (Phyllastrephus fischeri).

## Lebensweise
Die Nahrung besteht hauptsächlich aus Insekten, Schnecken, kleinen Reptilien, Früchten und Pflanzensamen. Die Art tritt meist in kleinen lärmigen Gruppen gern auf dem Boden, wartet auf Dorylus-Ameisen und ist auch in gemischten Jagdgemeinschaften beteiligt. Der Vogel ist schwer zu sehen, meist in dichtem Bewuchs erdbodennah. Gerne werden beide Flügel gleichzeitig und der Schwanz geschlagen. Der Vogel wurde dabei beobachtet, vom Rotducker (Cephalophorus natalensis) Zecken abzulesen.
Die Brutzeit liegt im Januar und August in Kenia, zwischen Oktober und April in Sambia und Mosambik, hauptsächlich zwischen Dezember und Februar in Malawi, hauptsächlich zwischen November und Dezember in Simbabwe sowie zwischen Oktober und Januar in Südafrika. Die Art ist standorttreu. Beide Elternvögel bauen das flache Nest in einer Astgabel in max. 2 m Höhe. In Folgejahren wird ein neues Nest in unmittelbarer Nähe angelegt.
Das Gelege besteht aus 1 bis 4, meist 2 Eiern, die von beiden Elternvögeln über 13 Tage bebrütet werden, beide füttern auch die Küken.

## Gefährdungssituation
Der Bestand gilt als „nicht gefährdet“ (Least Concern).